# Oravská Jasenica
Oravská Jasenica (Hongaars: Jaszenica) is een Slowaakse gemeente in de regio Žilina, en maakt deel uit van het district Námestovo.
Oravská Jasenica telt 1.728 inwoners.